# 671
El 671 (DCLXXI) fou un any comú començat en dimecres del calendari julià. L'ús del nom «671» per referir-se a aquest any es remunta a l'alta edat mitjana, quan el sistema Anno Domini esdevingué el mètode de numeració dels anys més comú a Europa.

## Esdeveniments
- Esmirna (Imperi Romà d'Orient): els àrabs conquereixen la ciutat i les illes gregues amb una flota que es dirigeix a assetjar Constantinoble.